# Petroscirtes variabilis
Petroscirtes variabilis és una espècie de peix de la família dels blènnids i de l'ordre dels perciformes.

## Morfologia
- Els mascles poden assolir 15 cm de longitud total.[1][2]

## Reproducció
És ovípar.

## Hàbitat
És un peix marí de clima tropical.

## Distribució geogràfica
Es troba des de Sri Lanka fins a Fiji, el sud de Taiwan, les Illes Yaeyama i el sud de la Gran Barrera de Corall.